# Malta (Montana)
Malta es una ciudad ubicada en el condado de Phillips en el estado estadounidense de Montana. En el Censo de 2010 tenía una población de 1997 habitantes y una densidad poblacional de 730,16 personas por km².

## Geografía
Malta se encuentra ubicada en las coordenadas 48°21′20″N 107°52′16″O / 48.35556, -107.87111. Según la Oficina del Censo de los Estados Unidos, Malta tiene una superficie total de 2.74 km², de la cual 2.74 km² corresponden a tierra firme y (0%) 0 km² es agua.

## Demografía
Según el censo de 2010, había 1997 personas residiendo en Malta. La densidad de población era de 730,16 hab./km². De los 1997 habitantes, Malta estaba compuesto por el 88.18% blancos, el 0.05% eran afroamericanos, el 5.46% eran amerindios, el 0.35% eran asiáticos, el 0% eran isleños del Pacífico, el 0.3% eran de otras razas y el 5.66% pertenecían a dos o más razas. Del total de la población el 1.95% eran hispanos o latinos de cualquier raza.